# 주봉초등학교
주봉초등학교는 대한민국 강원특별자치도 홍천군에 있는 공립 초등학교이다.

## 학교 연혁
- 1953년 4월 10일 주봉국민학교 개교
- 1985년 3월 1일 병설유치원 개원
- 1996년 3월 1일 주봉초등학교로 개칭
- 1996년 9월 1일 와동분교장 편입
- 2015년 3월 1일 와동분교장 통폐합

## 참고 자료
- 주봉초등학교 - 한국교육학술정보원 학교알리미